# Crateromys paulus
Crateromys paulus är en däggdjursart som beskrevs av Guy G. Musser och Gordon 1981. Crateromys paulus ingår i släktet Crateromys och familjen råttdjur. IUCN kategoriserar arten globalt som otillräckligt studerad. Inga underarter finns listade i Catalogue of Life.
Denna gnagare lever endemisk på ön Ilin (söder om Mindoro) i Filippinerna. Möjligen finns den även på södra Mindoro. Antagligen utgörs djurets habitat av skogar i låglandet.
Det enda kända exemplaret hade en kroppslängd (huvud och bål) av 25,5 cm och en svanslängd av 21,5 cm. Bakfötterna var 5,0 cm långa och öronen var 2,0 cm stora. Viktuppgifter saknas. Ovansidans päls bildas av bruna hår med ljusare och mörkare avsnitt vad som ger ett spräckligt utseende. På huvudets sida och topp har några hår gråa spetsar som är synliga som punkter. Undersidan är krämfärgad med inslag av grått på några ställen. Svansens främre del har samma färg som ovansidan, mitten är mörkgrå och svansspetsen är vit. På de avrundade öronen förekommer glest fördelade hår. Arten skiljer sig även i avvikande detaljer av kraniets konstruktion från andra släktmedlemmar.
Efter upptäckten utfördes på ön Ilin och på andra öar i området sökexpeditioner efter arten under åren 1989, 1997 och 2000. Inga andra individer hittades. Kanske är Crateromys paulus utdöd. Andra släktmedlemmar har däremot ett undangömt levnadssätt vad som även kan gälla för denna art.